# Établissements Isautier
Pour les articles homonymes, voir Isautier.
Les Établissements Isautier sont une entreprise familiale française de distillerie et liquoristerie active à Saint-Pierre de La Réunion. Fondée en 1845 par Charles et Louis Isautier, deux frères arrivés sur l'île en 1833, elle produit toute une gamme de rhums, de punchs, de rhums arrangés et autres cocktails et spiritueux sous la marque Isautier. La distillerie est située à Saint-Pierre et abrite aussi le musée industriel appelé La Saga du Rhum. Elle est l'une des 3 distilleries restantes à produire du rhum (rhumerie) à La Réunion avec celles de Savanna et Rivière du Mât.
En 2022, l'entreprise prépare un agrandissement des zones de production avec une capacité de 4 millions de bouteilles pour 2023.